# Mischocyttarus omicron
Mischocyttarus omicron är en getingart som beskrevs av Richards 1978. Mischocyttarus omicron ingår i släktet Mischocyttarus och familjen getingar. Inga underarter finns listade i Catalogue of Life.